# Grupo Desportivo de Oliveira de Frades
O Grupo Desportivo de Oliveira De Frades é um clube de futebol português, sedeado na vila de Oliveira de Frades, distrito de Viseu. O Grupo Desportivo de Oliveira de Frades foi fundado em 1945, com a publicação dos Estatutos no Diário da República nº.26-II Série, no dia 1 de Junho e com base no entusiasmo de um grupo de Oliveirenses que se reuniam habitualmente no único café que então existia na vila – O Café Ideal de Aureliano Gouveia e puderam contar especialmente com a dedicação e entusiasmo do médico nessa altura a exercer na vila – Dr. Eurico Gomes de Almeida.

## História do clube
No dia 19 de outubro de 1947, o Grupo Desportivo de Oliveira de Frades realizou o seu primeiro jogo de futebol contra uma seleção dos Grupos de Ribeiradio e Arcozelo das Maias, tendo vencido por oito bolas a zero, com seis a zero ao intervalo. Pelo G.D.O.F. alinharam os seguintes jogadores: Guarda-redes, José Nabais; Defesas, Jaime Ferraz, Manuel Rodrigues e Sebastião Lobo; Meias-defesas, Joaquim Nabais, Francisco Ferreira da Silva (capitão) e Agostinho de Oliveira Nunes; Avançados, Firmino Neves, Frederico Azevedo, Romeu Vilafanha, Mário Nabais, Luís Gouveia e Fernando Neves.
Depois de um longo período de inatividade o GDOF e de esporádicas tentativas para lhe dar nova vida, viria a ser reabilitado graças ao dinamismo de um conterrâneo que após longa ausência em África, voltou para se radicar em Pinheiro de Lafões e se estabelecer na vila com a Superauto – O infelizmente já falecido Sr. Camilo Correia Antunes. Secretariando e dinamizando uma Direção que durante vários anos teve como Presidente Carlos Alberto Pereira da Silva, o GDOF reiniciou uma atividade intensa até aos dias de hoje.
Nesta nova caminhada começou por disputar o campeonato do INATEL, subindo depois aos campeonatos distritais da II e I divisão que atualmente disputa e destacando-se duas subidas e presença na III Divisão Nacional e a presença com muita dignidade na disputa de jogos da Taça de Portugal, onde chegou a atingir os quartos-de-final.

### Futebol Sénior
Classificações (2014 a 2019)
A equipa sénior do Grupo Desportivo de Oliveira de Frades tem se mantido em competição na região norte e na AF Viseu, tendo sido campeã da Divisão de honra da AF Viseu na época 2014/15 tendo em 30 jogos, 19 vitórias o que permitiu levantar o troféu de campeão.
|             | Classificação | Divisão                          |
| ----------- | ------------- | -------------------------------- |
| Época 18/19 | 2º lugar      | AF Viseu 1ª Divisão - Zona Norte |
| Época 17/18 | 2º lugar      | AF Viseu 1ª Divisão - Zona Norte |
| Época 16/17 | 14º lugar     | Divisão Honra                    |
| Época 15/16 | 6º/7º         | Camp. Portugal Prio              |
| Época 14/15 | 1º - Campeão  | AF Viseu -Honra                  |

#### Palmarés
- 2 - AF Viseu Divisão de Honra na época de 1979/80 e 2014/15[4]
- 1 - AF VISEU 1ª DIVISÃO na época de 1976/77
- 1 - AF VISEU TAÇA na época de 1984/85
- 1 - AF VISEU SUPERTAÇA na época de 2015

### Estádio

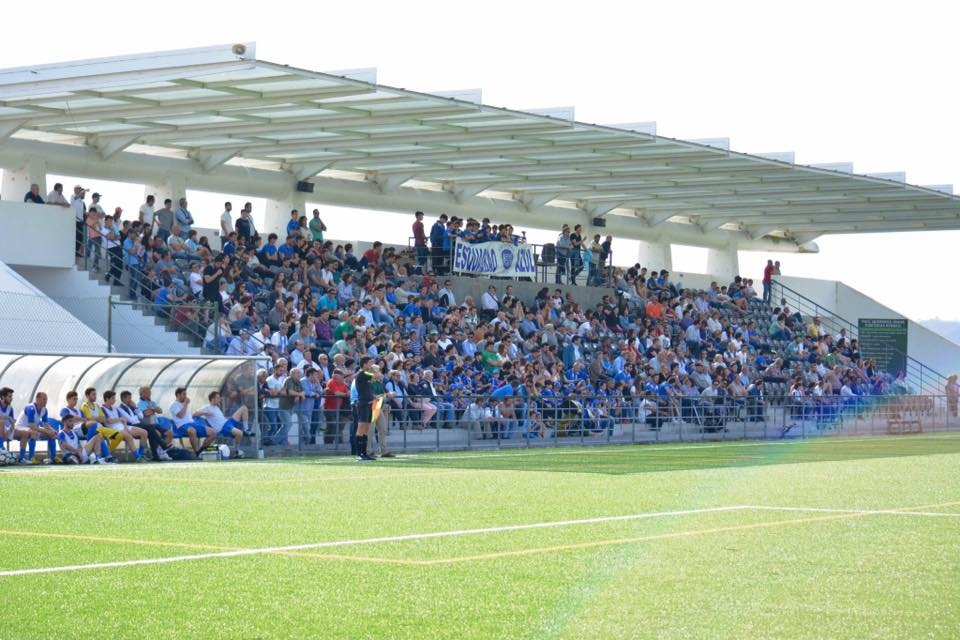
Bancada principal do estádio do Parque Desportivo de Oliveira de Frades.

A equipa de futebol disputa os seus jogos em casa no Parque Desportivo de Oliveira de Frades.
O relvado sintético e a arquitetura do espaço marcam a diferença do recinto quando comparado a outros de equipas adversárias.